# Макмиллан, Даг
Ду́глас (Даг) Макми́ллан — шотландско-американский футболист, нападающий. Он был новичком года Североамериканской футбольной лиги два раза подряд (в 1973 и 1974 годах). Он сыграл два матча за сборную США в 1974 году.

## Клубная карьера
Родился в Шотландии, Макмиллан был куплен в «Кливленд Кобрас» из ASL в 1973 году. В том сезоне он забил одиннадцать голов и отдал семь голевых передач в семи играх, это сделало его вторым в списке бомбардиров лиги. Он стал Новичком Года лиги, первым выходцем из ASL, кто завоевал этот титул. В 1974 году он перешёл в «Лос-Анджелес Ацтекс» из Североамериканской футбольной лиги (NASL). Он снова повторил чудо результативности, став третьим бомбардиром в NASL с десятью голами и десятью передачами в двадцати играх и снова был назван Новичком Года лиги, что сделало его единственным игроком, который удостаивался этой чести в двух лигах США. Несмотря на расширение команды, Ацтекс в финальной игре усилиями Макмиллана с трудом сравняли счёт на последних минутах (3-3) и перевели игру в овертайм. Ацтекс, в конце концов, победили в серии пенальти. В дополнение к титулу Новичок Года, он был включён в команду «Всех Звёзд». Макмиллан играл ещё два сезона за Ацтекс, до увольнения в 1976 году. Затем он подписал контракт с «Лос-Анджелес Скайхавкс» из ASL, где он играл до 1978 года.

## Национальная сборная
Макмиллан сыграл два матча за сборную США в 1974 году. Оба обернулись разгромными проигрышами со счётом 4-0 в марте 1974 года. Первое поражение нанесли Бермуды 17 марта, а второе — Польша через три дня.

## Тренерская карьера
В 1978 году Макмиллан был нанят в качестве главного тренера «Лос-Анджелес Скайхавкс». Дебютную игру Скайхавкс проиграли со счётом 1-0 против «Нью-Йорк Грикс». Макмиллан продолжал тренировать в различных чемпионатах. В 1986 году он открыл лагерь североамериканской академии футбола в Джорджии. Он также был помощником главного тренера в Университете Жизни с 1996 по 2002 год.